# Simulation en santé
Pour les articles homonymes, voir Simulation.

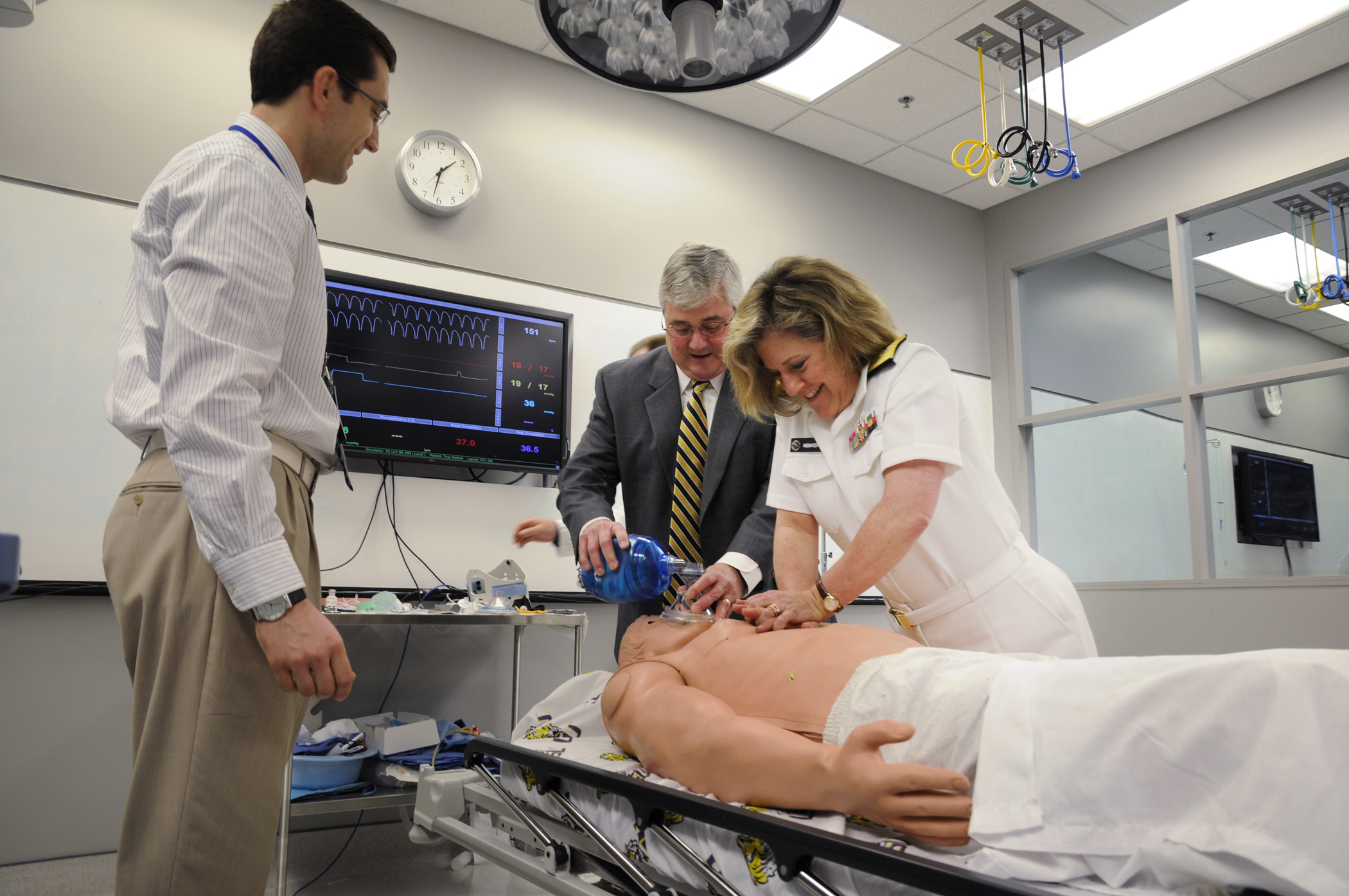
Simulation sur mannequin

Applicable aux domaines de la médecine et du médicosocial, la simulation en santé concerne « l'utilisation d’un matériel, de la réalité virtuelle ou d’un patient dit standardisé pour reproduire des situations ou des environnements de soins, pour enseigner des procédures diagnostiques et thérapeutiques et permettre de répéter des processus, des concepts médicaux ou des prises de décision par un professionnel de santé ou une équipe de professionnels ».
La simulation est une composante indispensable de la formation et de l'évaluation des professionnels et des procédures dans l'aéronautique, la marine marchande, l'industrie nucléaire, etc.
En médecine, elle permet d'améliorer la formation initiale et continue des professionnels médicaux et paramédicaux par une immersion dans des situations proches du réel et un apprentissage par l'erreur qui s'associent à un fort taux de mémorisation. Elle représente un complément particulièrement intéressant à la formation académique traditionnelle et permet l'apprentissage du travail en équipe interprofessionnelle, essentiel au développement de la culture de sécurité partagée dans tous les champs de la santé : ambulatoire, hôpital, médico-social.

## Principes

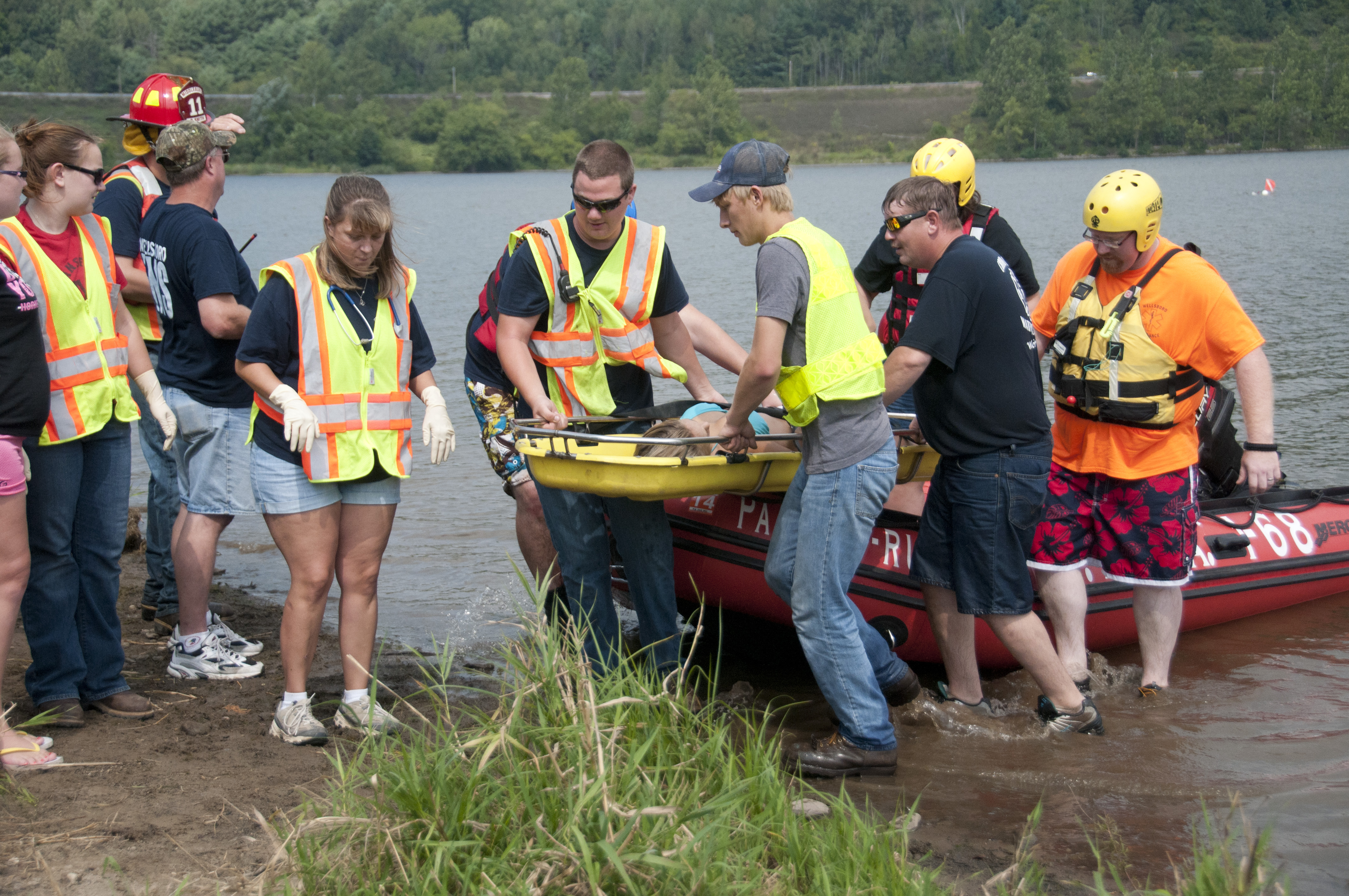
Simulation avec patients acteurs

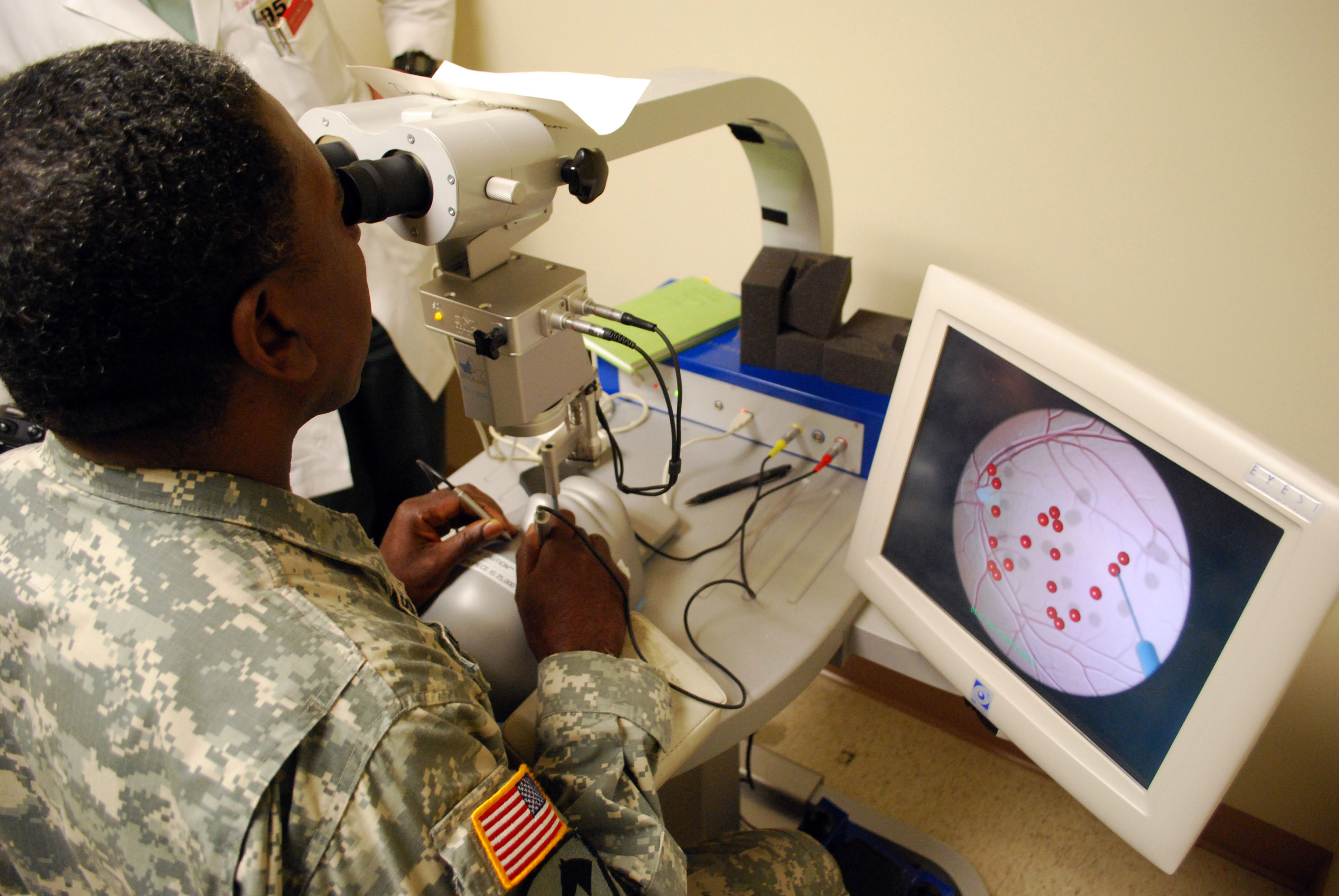
Simulateur de réalité virtuelle

Les premiers enseignements sur cadavre en France remontent au XVIIIe siècle après la création de l'Académie royale de chirurgie en 1731. Quelques années plus tard, en 1759, Angélique du Coudray sera la première à utiliser un mannequin en chiffons pour former les sages-femmes à l'accouchement,. La technique va peu à peu s'améliorer avec la mise à disposition de mannequins de plus en plus sophistiqués : « Mrs.Chases » en 1910, « Resusci-Anne » en 1960. Le « Sim-One », premier modèle de mannequin pilotable par ordinateur, est également mis au point dans les années 60 mais les vrais simulateurs de haute fidélité ne seront commercialisés qu'à la fin de XXe siècle,.
Aujourd'hui, un grand nombre de techniques de simulation existent qui peuvent être associées dans les scénarios pédagogiques.
- La simulation « organique » s'appuie sur un organisme animal ou humain, vivant ou mort. On distingue alors les simulations utilisant des patients standardisés (malades fictifs joués par des bénévoles ou des comédiens professionnels) ou le jeu de rôle entre pairs pour s'initier à la relation patient-soignant et aux compétences non-techniques, de la simulation chirurgicale pour travailler les compétences techniques. On peut ainsi, pour exemples : réaliser ses premières sutures sur des pattes d'animaux ou réaliser des gestes chirurgicaux sur des cadavres. Pour pallier l'inconvénient du modèle cadavérique qui est statique, des techniques de revascularisation émergent ces dernières années afin de gagner en réalisme dans le cadre d'une simulation chirurgicale[8].
- La simulation « synthétique » emploie des mannequins. Là encore, le choix est vaste, entre :
  - le simulateur de tâche destiné à l'apprentissage d'un seul geste (bras à perfuser, tronc pour massage cardiaque, périnée pour toucher pelvien, etc.) ;
  - le mannequin basse-fidélité qui simule un corps entier (nourrisson, enfant ou adulte) et  facilite l'enseignement de prises en charge plus globales ;
  - le mannequin haute-fidélité bardé d'électronique qu'on peut faire réagir de façon très réaliste en fonction du cas clinique et des gestes réalisés par l'apprenant.
- La simulation « numérique » est basée sur des produits informatiques : simulateurs de réalité virtuelle en 3D pour l'apprentissage de gestes hautement spécialisés, cas cliniques virtuels sur écran, jeux sérieux, dispositifs haptiques (avec retour de force)...

## Situation de l'offre en France

### Politique de développement
La France est très en retard dans l'utilisation des méthodes de simulation en santé, notamment vis-à-vis des Nord-Américains (États-Unis et Canada). Mais le développement de l'offre fait l'objet d'incitations de la part du ministère de la santé.
On en trouve mention comme « levier d'action pour améliorer la culture du travail » dans la Stratégie nationale de santé (SNS) et comme « méthode prioritaire pour faire progresser la sécurité » dans le Programme national de sécurité du patient (PNSP). De même, la feuille de route de la Grande conférence de santé prescrit de :
- « développer la culture de l'interprofessionnalité et du travail en équipe » (mesure no 9) ;
- « généraliser les outils numériques dans les formations en santé » (mesure no 10).

Quant à la Haute autorité de santé, elle édite, en association avec la Société française de simulation en santé (SoFraSimS), des guides de bonne pratique et d'évaluation des infrastructures de simulation.

### Lieux de formation
De nombreux centres de simulation existent en France, sous forme de plateformes généralistes ou spécialisées rattachées aux universités et centres hospitaliers universitaires (CHU). La simulation est également une méthode d'enseignement utilisée dans les instituts de formations des professionnels paramédicaux.
D'autres acteurs, privés ou institutionnels, peuvent également proposer des actions de formation par simulation en centre ou in situ, c'est-à-dire dans les locaux de soins et avec le matériel habituel des professionnels, voire dans des centres mobiles.
La simulation numérique permet la mise à disposition des techniques au plus grand nombre, un ordinateur domestique ou professionnel, par l'intermédiaire des programmes d'e-learning et des jeux sérieux, réalisables sur  

### Utilisation pratique
La simulation en santé peut être utilisée :
- dans la formation initiale des étudiants en santé, pour améliorer leur apprentissage des soins tout en respectant la consigne éthique de « jamais la première fois sur le patient »[16] ou sans son consentement[17] ;
- pour la formation continue des professionnels intervenant dans le domaine de la santé, notamment pour s'entraîner à réaliser des prises en charge inhabituelles ;
- pour la sensibilisation des patients et usagers à leur rôle d'acteurs de leur sécurité[10] ;
- dans le cadre de la recherche : pour le développement de nouvelles techniques, la préparation d'un geste technique opératoire...

## Intérêts et limites

### Atouts
La simulation représente une voie particulièrement efficace pour améliorer la qualité des soins et la sécurité des patients dans un contexte de moins grande tolérance sociétale aux aléas thérapeutiques et erreurs médicales.
Elle permet, de manière sereine :
- de se former dans un environnement dirigé
  - sur des situations réalistes, simples ou complexes,
  - de manière active,
  - en ayant le droit à l’erreur,
  - en bénéficiant d'un debriefing immédiat par les formateurs,
  - avec la possibilité de renouveler l'expérience pour se confronter plusieurs fois à la même situation ;
- l’apprentissage de gestes techniques ;
- la dédramatisation de situations angoissantes ;
- l'augmentation de la confiance  en soi ;
- le développement des compétences non techniques (ou CRM : crisis ressource management[18]) améliorant le travail en équipe ;
- l'acquisition de réflexes permettant de mettre en œuvre dans la pratique quotidienne des pratiques sécurisées.

### Faiblesses
L'insuffisance de l'offre et sa mauvaise répartition sur le territoire français empêchent la mise à disposition de la simulation au plus grand nombre et notamment aux professionnels extrahospitaliers.
Le coût de la simulation en santé (matériel, maintenance, formation des formateurs et ressources humaines) représente un frein évident à son développement.
La simulation en santé est par ailleurs confrontée à plusieurs limitations, la première étant la complexité du système qu'on cherche à reproduire. Elle ne remplacera jamais la formation au lit du malade, composante essentielle de la formation des professionnels de santé. Elle en est, par contre, un complément essentiel.

### Menaces
La nécessaire rentabilisation des établissements de santé français s'accompagne d'une diminution de la disponibilité des personnels soignants aux actions de formation continue.

### Opportunités
Le développement de la simulation numérique avec des techniques de plus en plus sophistiquées (simulateurs haptiques, lunettes 3D...) est certainement une voie d'avenir et de diffusion au plus grand nombre.